# Аргонија (Канзас)
Аргонија (енгл. Argonia) град је у америчкој савезној држави Канзас.

## Демографија
По попису из 2010. године број становника је 501, што је 33 (-6,2%) становника мање него 2000. године.
| Група             | 2000.       | 2010.       |
| Белци             | 517 (96,8%) | 478 (95,4%) |
| Афроамериканци    | 2 (0,4%)    | 4 (0,8%)    |
| Азијати           | 0 (0,0%)    | 0 (0,0%)    |
| Хиспаноамериканци | 1 (0,2%)    | 8 (1,6%)    |
| Укупно            | 534         | 501         |